# Les Hérétiques de Cambridge
La société Les Hérétiques de Cambridge (« The Heretics » ou aussi « Cambridge Heretics Society ») est une société savante créée à l'université de Cambridge en 1909 en opposition aux traditions religieuses de l'université et dans le désir de valoriser l'humanisme. Jusqu'à sa dissolution en 1932, elle proposera des conférences sur des thèmes de religion, de philosophie et d'art par de grands noms du monde intellectuel.

## Histoire
La Société est créée à la suite des remous provoqués par le discours Prove All Things prononcé par William Chawner (en) premier directeur laïque du Emmanuel College. Lu devant la société de discussion religieuse du College, le texte est accusé de promouvoir une vision agnostique pouvant offenser les convictions des croyants de l'université. Une des réponses publiée par Chawner sera signée par douze étudiants qui deviendront les premiers membres de la société des Hérétiques.
Les statuts initiaux se donnent pour objet la promotion de discussions sur les problèmes de religion, de philosophie et d'art. Ils visent comme membres « ceux qui rejettent les méthodes traditionnelles abordant les questions religieuses a priori » parmi les étudiants de Cambridge et étudiantes des Newnham College et Girton College avec pour membres honoraires des diplômés et professeurs de l'université.
La mixité de principe concerne aussi les responsabilités, le poste de Secrétaire ayant été notamment occupé par Dora Russell en 1918 et 1919.  En 1913, on compte déjà plus de 200 membres.
Le premier président sera  (en) qui, après une évolution mystique, laissera rapidement sa place à Charles Kay Ogden, auteur aux multiples compétences, fondateur du Cambridge Magazine en 1912 et véritable promoteur de la Société de 1911 à 1924. Il sera suivi à ce poste de l'économiste Philip Sargant Florence, puis du poète et critique William Empson.

## Auteurs et influence
La Société est rapidement rejointe par des membres honoraires prestigieux et dès 1911 peuvent être cités Bertrand Russell, Jane Ellen Harrison, Francis Darwin, John Maynard Keynes, George Bernard Shaw, G. E. Moore ou Florence Stawell (en).
Virginia Woolf, Lytton Strachey, Rupert Brooke, Rebecca West, Eileen Power, Roger Fry, J. B. S. Haldane, F.C.S. Schiller, Lionel Penrose ou Ludwig Wittgenstein font aussi partie de la longue liste de personnalités ayant participé aux rencontres de la Société.
Moins connue que les Cambridge Apostles dont étaient aussi membres certains Hérétiques, la Société fut néanmoins un lieu d'échange accompagnant les transformations du monde intellectuel que l'on peut retrouver notamment dans le Modernisme ou le New Criticism portés par William Empson  et I. E. Richards.

## Lectures notables
- 8 décembre 1909 : discours de la réunion inaugurale sur le thème de l'hérésie par la professeure de lettre classique Jane Ellen Harrison (« Heresy and Humanity ») et le philosophe J. M. E. McTaggart (« Dare to be wise »)[8] ;
- 23 janvier 1911 : Edward Clodd (en), « Obscurantism in Modern Science »[9] ;
- 19 février 1911 : Charles Kay Ogden,  « The progress of significs »[10],[11] ;
- 17 novembre 1911 : G. K. Chesterton, « The Future of Religion »[12] ;
- 4 février 1923 : J.B.S. Haldane, « Daedalus; or, Science and the Future (en) »[13] un essai d'anticipation qui inspirera Le Meilleur des mondes (1932) d'Aldous Huxley. Bertrand Russell y répond en 1924 avec « Icarus or The Future of Science »[14] - Édition des deux textes en français : Dédale & Icare (trad. Fabienne Gallaire), Allia, 2015 (ISBN 978-2-84485-977-8) ;
- 18 mai 1924, Virginia Woolf, « Character in fiction »[15] ;
- 1929-1930, Ludwig Wittgenstein, « A Lecture on Ethics »[16].